# Vesoljsko pisalo
Vesoljsko pisalo (angleško space pen) je pisalo, ki lahko piše v kateri koli snovi, pod katerim koli kotom in pod vsakim pritiskom. Narejeno je bilo za v vesolje, prvič so ga uporabili na misiji Apollo 7. Originalno pisalo je Fisher Space Pen (), a so jih kasneje začele izdelovati tudi druge znamke, vendar ne za ameriško vesoljsko agencijo NASA, ki še vedno uporablja Fisher. Vesoljsko pisalo se dobi tudi v prosti prodaji.